# モンテルッビアーノ
モンテルッビアーノ（伊: Monterubbiano）は、イタリア共和国マルケ州フェルモ県にある、人口約2,000人の基礎自治体（コムーネ）。

## 地理

### 位置・広がり
フェルモ県のコムーネ。県都フェルモから南へ8kmの距離にある。

#### 隣接コムーネ
隣接するコムーネは以下の通り。括弧内のAPはアスコリ・ピチェーノ県所属を示す。
- フェルモ
- ラペドーナ
- モンテフィオーレ・デッラーゾ (AP)
- モレスコ
- ペトリートリ
- ポンツァーノ・ディ・フェルモ

### 気候分類・地震分類
モンテルッビアーノにおけるイタリアの気候分類 (it) および度日は、zona E, 2181 GGである。
また、イタリアの地震リスク階級 (it) では、zona 2 (sismicità media) に分類される。

## 歴史
2009年、アスコリ・ピチェーノ県北部が分割されてフェルモ県が設置された際に、フェルモ県所属となった。